# Miguel Valdivieso Belmás
Miguel Valdivieso Belmás (Cartagena, 1893 - Madrid, 1966) va ser un poeta espanyol pertanyent a la generació del 27. Bon lector dels clàssics, als quals homenatja sovint, la seva major influència és la de Jorge Guillén, prologuista de l'edició pòstuma. De Jorge Guillén pren un gran amor a la precisió expressiva i a la forma tancada, però manca del seu prosaisme i de la seva temptació cap a l'abstracte.
Funcionari de Correus, entre 1920 i 1939 va residir a Múrcia, on va estar relacionat amb el grup de la revista Verso i Prosa. Després de la Guerra Civil, va sofrir l'habitual depuració. La postguerra la va passar a Tarancón i Conca. En aquesta última ciutat, a la qual arriba el 1949, funda la revista El Molino de Paper. La seva obra completa, publicada pòstumament, consta de cinc llibres: Destrucción de la luz, Sino a quien conmigo va, Números cantan, Los alrededores y Formas de la luz.

## Obra poètica
- Obra completa (pròleg de Jorge Guillén), Carboneras de Guadazaón: El Toro de Barro, 1968.